# Familia Bach

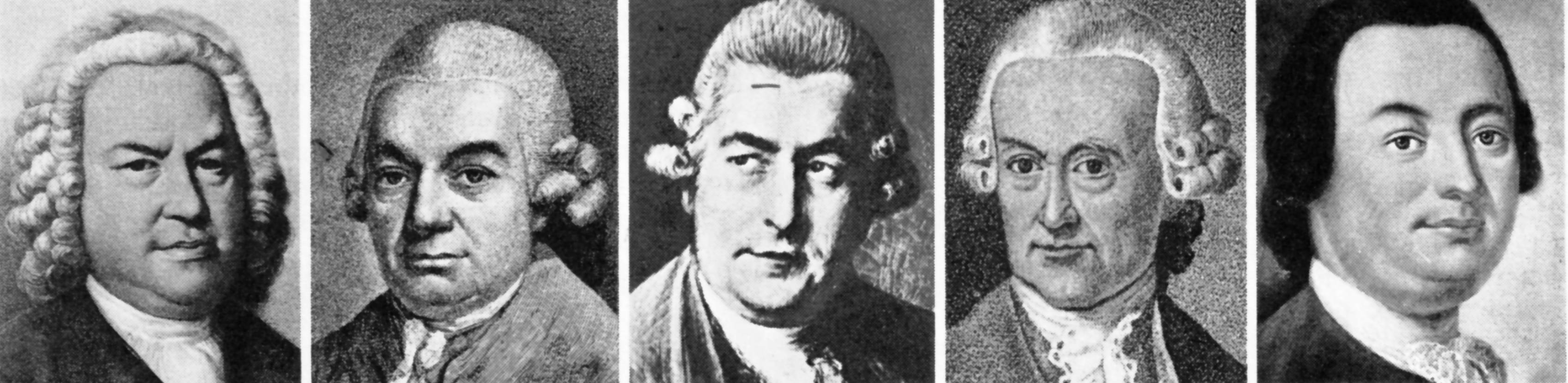
Johann Sebastian Bach y sus hijos Carl Philipp Emanuel, Johann Christian, Wilhelm Friedemann y Johann Christoph Friedrich.

La familia Bach fue una sucesión de descendientes, compuesta por una gran cantidad de músicos alemanes de gran importancia en la historia de la música durante casi doscientos años, siendo el más importante de todos el compositor Johann Sebastian Bach. Fue este último y más tarde su hijo Carl Philipp Emanuel Bach, quienes elaboraron una genealogía de la familia (comenzada en 1735), titulada Ursprung der musicalisch-Bachischen Familie.

## Historia

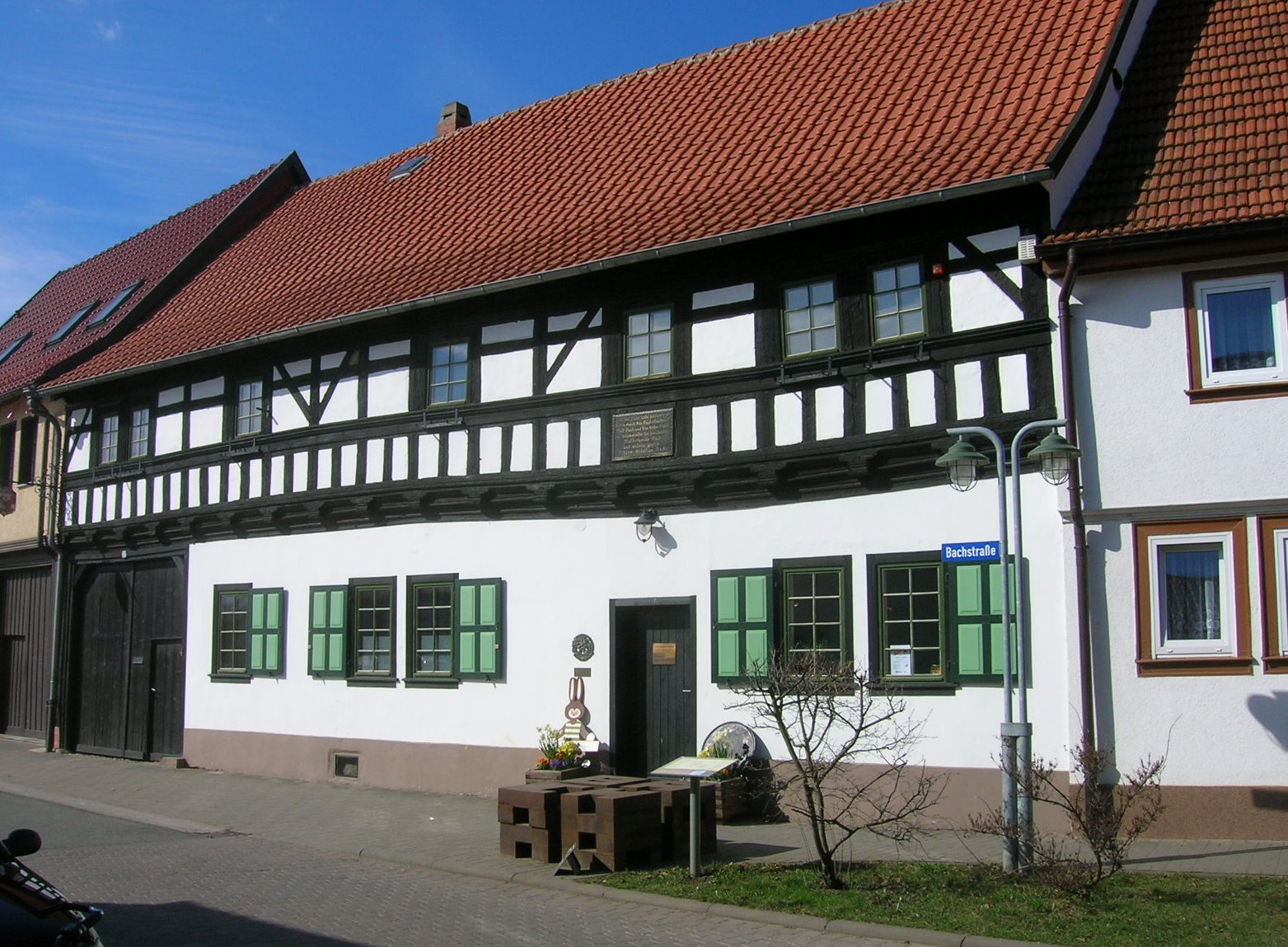
Mansión Bach en Wechmar.

Cuatro ramas de ella se conocen desde principios del siglo XVI; en 1561 sabemos de Hans Bach que vivía en Wechmar, una aldea entre Gotha y Arnstadt en Turingia, quien fue quizás padre de Veit Bach. En aquella época se establecieron en Turingia, en el centro de Alemania. Al parecer, habían emigrado de otras zonas - acaso de Europa Oriental, Hungría - debido a que profesaban el luteranismo perseguido en esas tierras. Solo al final de la dinastía, a fines del siglo XVIII, algunos de ellos se radicaron en otras zonas de Alemania o en otros países. 
La genealogía mencionada describe a Veit, panadero y molinero, como el fundador de la familia reconocido en forma documentada, "cuya cítara sonaba fuerte en medio del ruido del choque de las ruedas del molino". Uno de sus hijos, Johannes (Hans) Bach der Spielmann (“juglar”), fue el primer músico profesional de la familia. De la gran familia de Hans, su segundo hijo, Christoph Bach, fue el padre de Johann Ambrosius Bach, quien sería a su vez padre de Johann Sebastian Bach. 
El hermano mayor de Christoph, Heinrich Bach de Arnstadt, tuvo dos hijos: Johann Christoph y Johann Michael, que son los precursores más importantes de Johann Sebastian; el primero fue considerado durante algún tiempo el autor del motete Ich lasse dich nicht (“No te dejaré”), ahora obra confirmada de Johann Sebastian, la que es su (BWV 159a). Otro descendiente de Veit Bach, Johann Ludwig, fue el más admirado de los antepasados de Johann Sebastian, quien copió doce de sus cantatas eclesiales y las incluyó en algunas ocasiones en sus conciertos.
En medio de la miseria del campesinado y durante el período de la Guerra de los Treinta Años, el clan Bach mantuvo su posición y dio músicos que, no obstante su fama local, estaban entre los más grandes de Europa. Tan numerosos y eminentes fueron, que a los músicos de Erfurt se les conocía como los "Bach", incluso cuando ya no había más miembros de la familia en la ciudad. Johann Sebastian Bach heredó así la tradición artística de una familia unida, a la que circunstancias particulares la habían privado de las distracciones del siglo en que la fermentación musical había destruido la polifonía en el resto de Europa.

## Los hijos de Johann Sebastian Bach

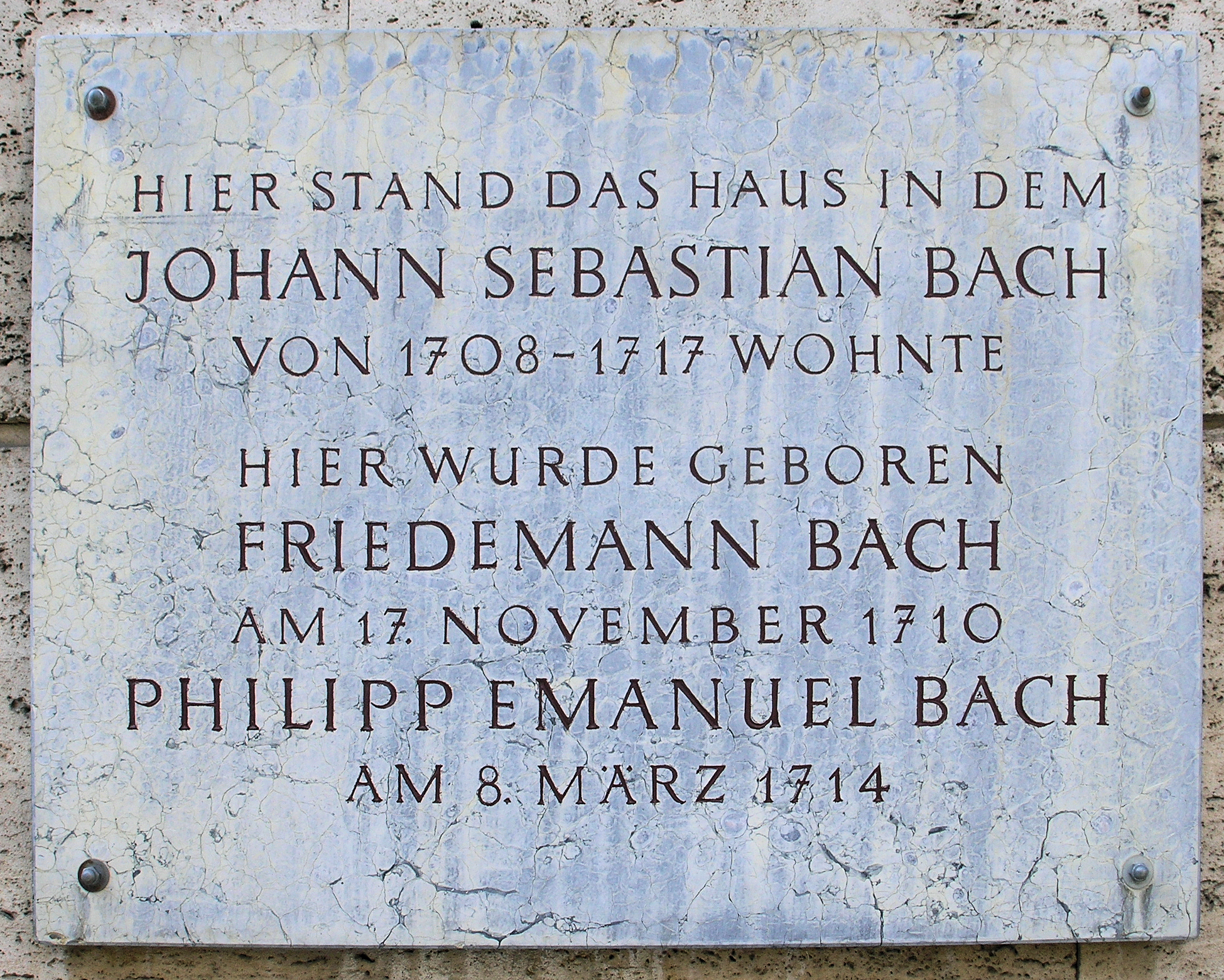
Familia Bach

De los siete hijos que Johann Sebastian tuvo con su primera esposa (su prima en segundo grado, Maria Barbara Bach), solamente dos le sobrevivieron, los cuales alcanzaron sendas carreras musicales por sus propios méritos: Wilhelm Friedemann Bach y el ya mencionado Carl Philipp Emanuel Bach. Los otros, Johann Christoph Friedrich Bach y Johann Christian Bach, eran hijos de su segundo matrimonio con Anna Magdalena Wilcken, una soprano muy dotada e hija del trompetista de la corte del duque de Sajonia-Weissenfels.

## Su música
La familia Bach vivió en el período musical conocido como barroco, y una parte del clasicismo. Prácticamente todos los miembros de la familia fueron músicos luteranos. La mayoría de los músicos ejercieron trabajos relacionados con la Iglesia: unos como organistas, otros como Cantores o directores de los elencos de la Iglesia y también como compositores de música destinada a los cultos religiosos (cantatas religiosas, corales y preludios corales, música instrumental para acompañar los intermedios o las reflexiones). Otros músicos incursionaron en las orquestas o capillas de las cortes de los nobles, en los conjuntos municipales o se dedicaron a la enseñanza.
Esa religiosidad, además de un profundo arraigo en la tradición antigua –sobre todo la polifonía renacentista–, imbuyó a la música de sus miembros de una sobriedad de expresión muy singular y el uso de la tradicional polifonía, que se convirtió en sello distintivo de buena parte de la música del centro de Alemania, en contraste con la de los virtuosos y fantasiosos organistas del norte de Alemania y de la marcada influencia italiana (con los nuevos géneros de la ópera, la sonata, el concierto) y la música popular en el sur. Johann Sebastian no compuso óperas, pero bebió de muy diversas fuentes internacionales, la música instrumental italiana, y la música para teclado francesa, entre muchas otras.
Ya hacia el final de la dinastía, los hijos de Johann Sebastian vivieron el cambio de estilo que se daba en sus épocas. Se preferían las texturas musicales más ligeras (lo monódico y homofónico a lo polifónico) y se abandonaron ciertas formas tradicionales en pro de otras novedosas: eran los albores del clasicismo. Justamente dos de los hijos de Johann Sebastian, Carl Philipp Emanuel Bach y Johann Christian Bach (quien compuso óperas en Inglaterra al estilo italiano), jugaron un papel muy importante en el desarrollo de lo que se conoce como el "estilo clásico", influyendo profundamente en los jóvenes músicos, como Haydn y Mozart. Por esa razón, los hijos de Johann Sebastian veían la música de su padre como algo único.

## Árbol genealógico
|                                     |                                     |                                     |                                     |                                     |                                     |                           |                           |                                       |                                       |                                              |                                              | Veit Bach (f. 1619)                          |                                              |                                              |                                              |                                              |                                              |                                              |                                              |                                              |                                              |                                          |                                          |                                             |                                             |                                             |                                             |                                             |                                             |                                         |                                         |                                        |                                        |                                        |                                        |                                        |                                        |                                |                                |                                   |                                   |                                   |                                   |                                   |                                   |  |  |                                          |                                          |                                          |                                          |                                          |                                          |                                        |                                        |                                        |                                        |                                       |                                       |                                       |                                       |  |  |                              |                              |                              |                              |                              |                              |  |  |                            |                            |                            |                            |                            |                            |  |  |  |  |
|                                     |                                     |                                     |                                     |                                     |                                     |                           |                           |                                       |                                       |                                              |                                              |                                              |                                              |                                              |                                              |                                              |                                              |                                              |                                              |                                              |                                              |                                          |                                          |                                             |                                             |                                             |                                             |                                             |                                             |                                         |                                         |                                        |                                        |                                        |                                        |                                        |                                        |                                |                                |                                   |                                   |                                   |                                   |                                   |                                   |  |  |                                          |                                          |                                          |                                          |                                          |                                          |                                        |                                        |                                        |                                        |                                       |                                       |                                       |                                       |  |  |                              |                              |                              |                              |                              |                              |  |  |                            |                            |                            |                            |                            |                            |  |  |  |  |
|                                     |                                     |                                     |                                     |                                     |                                     |                           |                           |                                       |                                       |                                              |                                              | Johannes (Hans) Bach (1550–1626)             |                                              |                                              |                                              |                                              |                                              |                                              |                                              |                                              |                                              |                                          |                                          |                                             |                                             |                                             |                                             |                                             |                                             |                                         |                                         |                                        |                                        |                                        |                                        |                                        |                                        |                                |                                |                                   |                                   |                                   |                                   |                                   |                                   |  |  |                                          |                                          |                                          |                                          |                                          |                                          |                                        |                                        |                                        |                                        |                                       |                                       |                                       |                                       |  |  |                              |                              |                              |                              |                              |                              |  |  |                            |                            |                            |                            |                            |                            |  |  |  |  |
|                                     |                                     |                                     |                                     |                                     |                                     |                           |                           |                                       |                                       |                                              |                                              |                                              |                                              |                                              |                                              |                                              |                                              |                                              |                                              |                                              |                                              |                                          |                                          |                                             |                                             |                                             |                                             |                                             |                                             |                                         |                                         |                                        |                                        |                                        |                                        |                                        |                                        |                                |                                |                                   |                                   |                                   |                                   |                                   |                                   |  |  |                                          |                                          |                                          |                                          |                                          |                                          |                                        |                                        |                                        |                                        |                                       |                                       |                                       |                                       |  |  |                              |                              |                              |                              |                              |                              |  |  |                            |                            |                            |                            |                            |                            |  |  |  |  |
|                                     |                                     |                                     |                                     |                                     |                                     |                           |                           |                                       |                                       |                                              |                                              |                                              |                                              |                                              |                                              |                                              |                                              |                                              |                                              |                                              |                                              |                                          |                                          |                                             |                                             |                                             |                                             |                                             |                                             |                                         |                                         |                                        |                                        |                                        |                                        |                                        |                                        |                                |                                |                                   |                                   |                                   |                                   |                                   |                                   |  |  |                                          |                                          |                                          |                                          |                                          |                                          |                                        |                                        |                                        |                                        |                                       |                                       |                                       |                                       |  |  |                              |                              |                              |                              |                              |                              |  |  |                            |                            |                            |                            |                            |                            |  |  |  |  |
|                                     |                                     |                                     |                                     | Heinrich Bach (1615-1692)           | Heinrich Bach (1615-1692)           | Heinrich Bach (1615-1692) | Heinrich Bach (1615-1692) | Heinrich Bach (1615-1692)             | Heinrich Bach (1615-1692)             |                                              |                                              |                                              |                                              |                                              |                                              |                                              |                                              |                                              |                                              | Christoph Bach (1613–1662)                   | Christoph Bach (1613–1662)                   | Christoph Bach (1613–1662)               | Christoph Bach (1613–1662)               | Christoph Bach (1613–1662)                  | Christoph Bach (1613–1662)                  |                                             |                                             |                                             |                                             |                                         |                                         |                                        |                                        |                                        |                                        |                                        |                                        |                                |                                |                                   |                                   |                                   |                                   |                                   |                                   |  |  |                                          |                                          |                                          |                                          |                                          |                                          |                                        |                                        |                                        |                                        |                                       |                                       |                                       |                                       |  |  |                              |                              |                              |                              |                              |                              |  |  |                            |                            |                            |                            |                            |                            |  |  |  |  |
|                                     |                                     |                                     |                                     | Heinrich Bach (1615-1692)           | Heinrich Bach (1615-1692)           | Heinrich Bach (1615-1692) | Heinrich Bach (1615-1692) | Heinrich Bach (1615-1692)             | Heinrich Bach (1615-1692)             |                                              |                                              |                                              |                                              |                                              |                                              |                                              |                                              |                                              |                                              | Christoph Bach (1613–1662)                   | Christoph Bach (1613–1662)                   | Christoph Bach (1613–1662)               | Christoph Bach (1613–1662)               | Christoph Bach (1613–1662)                  | Christoph Bach (1613–1662)                  |                                             |                                             |                                             |                                             |                                         |                                         |                                        |                                        |                                        |                                        |                                        |                                        |                                |                                |                                   |                                   |                                   |                                   |                                   |                                   |  |  |                                          |                                          |                                          |                                          |                                          |                                          |                                        |                                        |                                        |                                        |                                       |                                       |                                       |                                       |  |  |                              |                              |                              |                              |                              |                              |  |  |                            |                            |                            |                            |                            |                            |  |  |  |  |
|                                     |                                     |                                     |                                     |                                     |                                     |                           |                           |                                       |                                       |                                              |                                              |                                              |                                              |                                              |                                              |                                              |                                              |                                              |                                              |                                              |                                              |                                          |                                          |                                             |                                             |                                             |                                             |                                             |                                             |                                         |                                         |                                        |                                        |                                        |                                        |                                        |                                        |                                |                                |                                   |                                   |                                   |                                   |                                   |                                   |  |  |                                          |                                          |                                          |                                          |                                          |                                          |                                        |                                        |                                        |                                        |                                       |                                       |                                       |                                       |  |  |                              |                              |                              |                              |                              |                              |  |  |                            |                            |                            |                            |                            |                            |  |  |  |  |
| Johann Christoph Bach (1642–1703)   | Johann Christoph Bach (1642–1703)   | Johann Christoph Bach (1642–1703)   | Johann Christoph Bach (1642–1703)   | Johann Christoph Bach (1642–1703)   | Johann Christoph Bach (1642–1703)   |                           |                           | Johann Michael Bach (1648–1694)       | Johann Michael Bach (1648–1694)       | Johann Michael Bach (1648–1694)              | Johann Michael Bach (1648–1694)              | Johann Michael Bach (1648–1694)              | Johann Michael Bach (1648–1694)              |                                              |                                              | Johann Ambrosius Bach (1645–1695)            | Johann Ambrosius Bach (1645–1695)            | Johann Ambrosius Bach (1645–1695)            | Johann Ambrosius Bach (1645–1695)            | Johann Ambrosius Bach (1645–1695)            | Johann Ambrosius Bach (1645–1695)            |                                          |                                          | Maria Elisabetha Lämmerhirt (1644–1694)     | Maria Elisabetha Lämmerhirt (1644–1694)     | Maria Elisabetha Lämmerhirt (1644–1694)     | Maria Elisabetha Lämmerhirt (1644–1694)     | Maria Elisabetha Lämmerhirt (1644–1694)     | Maria Elisabetha Lämmerhirt (1644–1694)     |                                         |                                         | Johann Christoph Bach (1645–1693)      | Johann Christoph Bach (1645–1693)      | Johann Christoph Bach (1645–1693)      | Johann Christoph Bach (1645–1693)      | Johann Christoph Bach (1645–1693)      | Johann Christoph Bach (1645–1693)      |                                |                                |                                   |                                   |                                   |                                   |                                   |                                   |  |  |                                          |                                          |                                          |                                          |                                          |                                          |                                        |                                        |                                        |                                        |                                       |                                       |                                       |                                       |  |  |                              |                              |                              |                              |                              |                              |  |  |                            |                            |                            |                            |                            |                            |  |  |  |  |
| Johann Christoph Bach (1642–1703)   | Johann Christoph Bach (1642–1703)   | Johann Christoph Bach (1642–1703)   | Johann Christoph Bach (1642–1703)   | Johann Christoph Bach (1642–1703)   | Johann Christoph Bach (1642–1703)   |                           |                           | Johann Michael Bach (1648–1694)       | Johann Michael Bach (1648–1694)       | Johann Michael Bach (1648–1694)              | Johann Michael Bach (1648–1694)              | Johann Michael Bach (1648–1694)              | Johann Michael Bach (1648–1694)              |                                              |                                              | Johann Ambrosius Bach (1645–1695)            | Johann Ambrosius Bach (1645–1695)            | Johann Ambrosius Bach (1645–1695)            | Johann Ambrosius Bach (1645–1695)            | Johann Ambrosius Bach (1645–1695)            | Johann Ambrosius Bach (1645–1695)            |                                          |                                          | Maria Elisabetha Lämmerhirt (1644–1694)     | Maria Elisabetha Lämmerhirt (1644–1694)     | Maria Elisabetha Lämmerhirt (1644–1694)     | Maria Elisabetha Lämmerhirt (1644–1694)     | Maria Elisabetha Lämmerhirt (1644–1694)     | Maria Elisabetha Lämmerhirt (1644–1694)     |                                         |                                         | Johann Christoph Bach (1645–1693)      | Johann Christoph Bach (1645–1693)      | Johann Christoph Bach (1645–1693)      | Johann Christoph Bach (1645–1693)      | Johann Christoph Bach (1645–1693)      | Johann Christoph Bach (1645–1693)      |                                |                                |                                   |                                   |                                   |                                   |                                   |                                   |  |  |                                          |                                          |                                          |                                          |                                          |                                          |                                        |                                        |                                        |                                        |                                       |                                       |                                       |                                       |  |  |                              |                              |                              |                              |                              |                              |  |  |                            |                            |                            |                            |                            |                            |  |  |  |  |
|                                     |                                     |                                     |                                     |                                     |                                     |                           |                           |                                       |                                       |                                              |                                              |                                              |                                              |                                              |                                              |                                              |                                              |                                              |                                              |                                              |                                              |                                          |                                          |                                             |                                             |                                             |                                             |                                             |                                             |                                         |                                         |                                        |                                        |                                        |                                        |                                        |                                        |                                |                                |                                   |                                   |                                   |                                   |                                   |                                   |  |  |                                          |                                          |                                          |                                          |                                          |                                          |                                        |                                        |                                        |                                        |                                       |                                       |                                       |                                       |  |  |                              |                              |                              |                              |                              |                              |  |  |                            |                            |                            |                            |                            |                            |  |  |  |  |
|                                     |                                     |                                     |                                     |                                     |                                     |                           |                           |                                       |                                       |                                              |                                              |                                              |                                              |                                              |                                              |                                              |                                              |                                              |                                              |                                              |                                              |                                          |                                          |                                             |                                             |                                             |                                             |                                             |                                             |                                         |                                         |                                        |                                        |                                        |                                        |                                        |                                        |                                |                                |                                   |                                   |                                   |                                   |                                   |                                   |  |  |                                          |                                          |                                          |                                          |                                          |                                          |                                        |                                        |                                        |                                        |                                       |                                       |                                       |                                       |  |  |                              |                              |                              |                              |                              |                              |  |  |                            |                            |                            |                            |                            |                            |  |  |  |  |
| Johann Nikolaus Bach (1669–1753)    | Johann Nikolaus Bach (1669–1753)    | Johann Nikolaus Bach (1669–1753)    | Johann Nikolaus Bach (1669–1753)    | Johann Nikolaus Bach (1669–1753)    | Johann Nikolaus Bach (1669–1753)    |                           |                           | Maria Barbara Bach (1684–1720)        | Maria Barbara Bach (1684–1720)        | Maria Barbara Bach (1684–1720)               | Maria Barbara Bach (1684–1720)               | Maria Barbara Bach (1684–1720)               | Maria Barbara Bach (1684–1720)               |                                              |                                              | Johann Sebastian Bach (1685–1750)            | Johann Sebastian Bach (1685–1750)            | Johann Sebastian Bach (1685–1750)            | Johann Sebastian Bach (1685–1750)            | Johann Sebastian Bach (1685–1750)            | Johann Sebastian Bach (1685–1750)            |                                          |                                          | Anna Magdalena Wilcke (1701–1760)           | Anna Magdalena Wilcke (1701–1760)           | Anna Magdalena Wilcke (1701–1760)           | Anna Magdalena Wilcke (1701–1760)           | Anna Magdalena Wilcke (1701–1760)           | Anna Magdalena Wilcke (1701–1760)           |                                         |                                         | Johann Christoph Bach (1671-1721)      | Johann Christoph Bach (1671-1721)      | Johann Christoph Bach (1671-1721)      | Johann Christoph Bach (1671-1721)      | Johann Christoph Bach (1671-1721)      | Johann Christoph Bach (1671-1721)      |                                |                                | Johann Jacob Bach (1682–1722)     | Johann Jacob Bach (1682–1722)     | Johann Jacob Bach (1682–1722)     | Johann Jacob Bach (1682–1722)     | Johann Jacob Bach (1682–1722)     | Johann Jacob Bach (1682–1722)     |  |  |                                          |                                          |                                          |                                          |                                          |                                          |                                        |                                        |                                        |                                        |                                       |                                       |                                       |                                       |  |  |                              |                              |                              |                              |                              |                              |  |  |                            |                            |                            |                            |                            |                            |  |  |  |  |
| Johann Nikolaus Bach (1669–1753)    | Johann Nikolaus Bach (1669–1753)    | Johann Nikolaus Bach (1669–1753)    | Johann Nikolaus Bach (1669–1753)    | Johann Nikolaus Bach (1669–1753)    | Johann Nikolaus Bach (1669–1753)    |                           |                           | Maria Barbara Bach (1684–1720)        | Maria Barbara Bach (1684–1720)        | Maria Barbara Bach (1684–1720)               | Maria Barbara Bach (1684–1720)               | Maria Barbara Bach (1684–1720)               | Maria Barbara Bach (1684–1720)               |                                              |                                              | Johann Sebastian Bach (1685–1750)            | Johann Sebastian Bach (1685–1750)            | Johann Sebastian Bach (1685–1750)            | Johann Sebastian Bach (1685–1750)            | Johann Sebastian Bach (1685–1750)            | Johann Sebastian Bach (1685–1750)            |                                          |                                          | Anna Magdalena Wilcke (1701–1760)           | Anna Magdalena Wilcke (1701–1760)           | Anna Magdalena Wilcke (1701–1760)           | Anna Magdalena Wilcke (1701–1760)           | Anna Magdalena Wilcke (1701–1760)           | Anna Magdalena Wilcke (1701–1760)           |                                         |                                         | Johann Christoph Bach (1671-1721)      | Johann Christoph Bach (1671-1721)      | Johann Christoph Bach (1671-1721)      | Johann Christoph Bach (1671-1721)      | Johann Christoph Bach (1671-1721)      | Johann Christoph Bach (1671-1721)      |                                |                                | Johann Jacob Bach (1682–1722)     | Johann Jacob Bach (1682–1722)     | Johann Jacob Bach (1682–1722)     | Johann Jacob Bach (1682–1722)     | Johann Jacob Bach (1682–1722)     | Johann Jacob Bach (1682–1722)     |  |  |                                          |                                          |                                          |                                          |                                          |                                          |                                        |                                        |                                        |                                        |                                       |                                       |                                       |                                       |  |  |                              |                              |                              |                              |                              |                              |  |  |                            |                            |                            |                            |                            |                            |  |  |  |  |
|                                     |                                     |                                     |                                     |                                     |                                     |                           |                           |                                       |                                       |                                              |                                              |                                              |                                              |                                              |                                              |                                              |                                              |                                              |                                              |                                              |                                              |                                          |                                          |                                             |                                             |                                             |                                             |                                             |                                             |                                         |                                         |                                        |                                        |                                        |                                        |                                        |                                        |                                |                                |                                   |                                   |                                   |                                   |                                   |                                   |  |  |                                          |                                          |                                          |                                          |                                          |                                          |                                        |                                        |                                        |                                        |                                       |                                       |                                       |                                       |  |  |                              |                              |                              |                              |                              |                              |  |  |                            |                            |                            |                            |                            |                            |  |  |  |  |
|                                     |                                     |                                     |                                     |                                     |                                     |                           |                           |                                       |                                       |                                              |                                              |                                              |                                              |                                              |                                              |                                              |                                              |                                              |                                              |                                              |                                              |                                          |                                          |                                             |                                             |                                             |                                             |                                             |                                             |                                         |                                         |                                        |                                        |                                        |                                        |                                        |                                        |                                |                                |                                   |                                   |                                   |                                   |                                   |                                   |  |  |                                          |                                          |                                          |                                          |                                          |                                          |                                        |                                        |                                        |                                        |                                       |                                       |                                       |                                       |  |  |                              |                              |                              |                              |                              |                              |  |  |                            |                            |                            |                            |                            |                            |  |  |  |  |
| Wilhelm Friedemann Bach (1710–1784) | Wilhelm Friedemann Bach (1710–1784) | Wilhelm Friedemann Bach (1710–1784) | Wilhelm Friedemann Bach (1710–1784) | Wilhelm Friedemann Bach (1710–1784) | Wilhelm Friedemann Bach (1710–1784) |                           |                           | Carl Philipp Emanuel Bach (1714–1788) | Carl Philipp Emanuel Bach (1714–1788) | Carl Philipp Emanuel Bach (1714–1788)        | Carl Philipp Emanuel Bach (1714–1788)        | Carl Philipp Emanuel Bach (1714–1788)        | Carl Philipp Emanuel Bach (1714–1788)        |                                              |                                              | Gottfried Heinrich Bach (1724–1763)          | Gottfried Heinrich Bach (1724–1763)          | Gottfried Heinrich Bach (1724–1763)          | Gottfried Heinrich Bach (1724–1763)          | Gottfried Heinrich Bach (1724–1763)          | Gottfried Heinrich Bach (1724–1763)          |                                          |                                          | Johann Christoph Friedrich Bach (1732–1795) | Johann Christoph Friedrich Bach (1732–1795) | Johann Christoph Friedrich Bach (1732–1795) | Johann Christoph Friedrich Bach (1732–1795) | Johann Christoph Friedrich Bach (1732–1795) | Johann Christoph Friedrich Bach (1732–1795) |                                         |                                         | Lucia Elisabeth Munchhusen (1728–1803) | Lucia Elisabeth Munchhusen (1728–1803) | Lucia Elisabeth Munchhusen (1728–1803) | Lucia Elisabeth Munchhusen (1728–1803) | Lucia Elisabeth Munchhusen (1728–1803) | Lucia Elisabeth Munchhusen (1728–1803) |                                |                                | Johann Christian Bach (1735–1782) | Johann Christian Bach (1735–1782) | Johann Christian Bach (1735–1782) | Johann Christian Bach (1735–1782) | Johann Christian Bach (1735–1782) | Johann Christian Bach (1735–1782) |  |  | Elisabeth Juliane Friederica (1726–1781) | Elisabeth Juliane Friederica (1726–1781) | Elisabeth Juliane Friederica (1726–1781) | Elisabeth Juliane Friederica (1726–1781) | Elisabeth Juliane Friederica (1726–1781) | Elisabeth Juliane Friederica (1726–1781) |                                        |                                        | Johann Christoph Altnikol (1720–1759)  | Johann Christoph Altnikol (1720–1759)  | Johann Christoph Altnikol (1720–1759) | Johann Christoph Altnikol (1720–1759) | Johann Christoph Altnikol (1720–1759) | Johann Christoph Altnikol (1720–1759) |  |  | Johanna Carolina (1737–1781) | Johanna Carolina (1737–1781) | Johanna Carolina (1737–1781) | Johanna Carolina (1737–1781) | Johanna Carolina (1737–1781) | Johanna Carolina (1737–1781) |  |  | Regina Susanna (1742–1809) | Regina Susanna (1742–1809) | Regina Susanna (1742–1809) | Regina Susanna (1742–1809) | Regina Susanna (1742–1809) | Regina Susanna (1742–1809) |  |  |  |  |
| Wilhelm Friedemann Bach (1710–1784) | Wilhelm Friedemann Bach (1710–1784) | Wilhelm Friedemann Bach (1710–1784) | Wilhelm Friedemann Bach (1710–1784) | Wilhelm Friedemann Bach (1710–1784) | Wilhelm Friedemann Bach (1710–1784) |                           |                           | Carl Philipp Emanuel Bach (1714–1788) | Carl Philipp Emanuel Bach (1714–1788) | Carl Philipp Emanuel Bach (1714–1788)        | Carl Philipp Emanuel Bach (1714–1788)        | Carl Philipp Emanuel Bach (1714–1788)        | Carl Philipp Emanuel Bach (1714–1788)        |                                              |                                              | Gottfried Heinrich Bach (1724–1763)          | Gottfried Heinrich Bach (1724–1763)          | Gottfried Heinrich Bach (1724–1763)          | Gottfried Heinrich Bach (1724–1763)          | Gottfried Heinrich Bach (1724–1763)          | Gottfried Heinrich Bach (1724–1763)          |                                          |                                          | Johann Christoph Friedrich Bach (1732–1795) | Johann Christoph Friedrich Bach (1732–1795) | Johann Christoph Friedrich Bach (1732–1795) | Johann Christoph Friedrich Bach (1732–1795) | Johann Christoph Friedrich Bach (1732–1795) | Johann Christoph Friedrich Bach (1732–1795) |                                         |                                         | Lucia Elisabeth Munchhusen (1728–1803) | Lucia Elisabeth Munchhusen (1728–1803) | Lucia Elisabeth Munchhusen (1728–1803) | Lucia Elisabeth Munchhusen (1728–1803) | Lucia Elisabeth Munchhusen (1728–1803) | Lucia Elisabeth Munchhusen (1728–1803) |                                |                                | Johann Christian Bach (1735–1782) | Johann Christian Bach (1735–1782) | Johann Christian Bach (1735–1782) | Johann Christian Bach (1735–1782) | Johann Christian Bach (1735–1782) | Johann Christian Bach (1735–1782) |  |  | Elisabeth Juliane Friederica (1726–1781) | Elisabeth Juliane Friederica (1726–1781) | Elisabeth Juliane Friederica (1726–1781) | Elisabeth Juliane Friederica (1726–1781) | Elisabeth Juliane Friederica (1726–1781) | Elisabeth Juliane Friederica (1726–1781) |                                        |                                        | Johann Christoph Altnikol (1720–1759)  | Johann Christoph Altnikol (1720–1759)  | Johann Christoph Altnikol (1720–1759) | Johann Christoph Altnikol (1720–1759) | Johann Christoph Altnikol (1720–1759) | Johann Christoph Altnikol (1720–1759) |  |  | Johanna Carolina (1737–1781) | Johanna Carolina (1737–1781) | Johanna Carolina (1737–1781) | Johanna Carolina (1737–1781) | Johanna Carolina (1737–1781) | Johanna Carolina (1737–1781) |  |  | Regina Susanna (1742–1809) | Regina Susanna (1742–1809) | Regina Susanna (1742–1809) | Regina Susanna (1742–1809) | Regina Susanna (1742–1809) | Regina Susanna (1742–1809) |  |  |  |  |
|                                     |                                     |                                     |                                     |                                     |                                     |                           |                           |                                       |                                       |                                              |                                              |                                              |                                              |                                              |                                              |                                              |                                              |                                              |                                              |                                              |                                              |                                          |                                          |                                             |                                             |                                             |                                             |                                             |                                             |                                         |                                         |                                        |                                        |                                        |                                        |                                        |                                        |                                |                                |                                   |                                   |                                   |                                   |                                   |                                   |  |  |                                          |                                          |                                          |                                          |                                          |                                          |                                        |                                        |                                        |                                        |                                       |                                       |                                       |                                       |  |  |                              |                              |                              |                              |                              |                              |  |  |                            |                            |                            |                            |                            |                            |  |  |  |  |
|                                     |                                     |                                     |                                     |                                     |                                     |                           |                           |                                       |                                       |                                              |                                              |                                              |                                              |                                              |                                              |                                              |                                              |                                              |                                              |                                              |                                              |                                          |                                          |                                             |                                             |                                             |                                             |                                             |                                             |                                         |                                         |                                        |                                        |                                        |                                        |                                        |                                        |                                |                                |                                   |                                   |                                   |                                   |                                   |                                   |  |  |                                          |                                          |                                          |                                          |                                          |                                          |                                        |                                        |                                        |                                        |                                       |                                       |                                       |                                       |  |  |                              |                              |                              |                              |                              |                              |  |  |                            |                            |                            |                            |                            |                            |  |  |  |  |
|                                     |                                     | Wilhelm Ernst Colson                | Wilhelm Ernst Colson                | Wilhelm Ernst Colson                | Wilhelm Ernst Colson                | Wilhelm Ernst Colson      | Wilhelm Ernst Colson      |                                       |                                       | Anna Philippiana Friederica Bach (1755–1804) | Anna Philippiana Friederica Bach (1755–1804) | Anna Philippiana Friederica Bach (1755–1804) | Anna Philippiana Friederica Bach (1755–1804) | Anna Philippiana Friederica Bach (1755–1804) | Anna Philippiana Friederica Bach (1755–1804) |                                              |                                              | Wilhelm Friedrich Ernst Bach (1759–1845)     | Wilhelm Friedrich Ernst Bach (1759–1845)     | Wilhelm Friedrich Ernst Bach (1759–1845)     | Wilhelm Friedrich Ernst Bach (1759–1845)     | Wilhelm Friedrich Ernst Bach (1759–1845) | Wilhelm Friedrich Ernst Bach (1759–1845) |                                             |                                             | Charlotte Philippina Elerdt (1780–1801)     | Charlotte Philippina Elerdt (1780–1801)     | Charlotte Philippina Elerdt (1780–1801)     | Charlotte Philippina Elerdt (1780–1801)     | Charlotte Philippina Elerdt (1780–1801) | Charlotte Philippina Elerdt (1780–1801) |                                        |                                        |                                        |                                        | Christina Luise Bach (d. 1852)         | Christina Luise Bach (d. 1852)         | Christina Luise Bach (d. 1852) | Christina Luise Bach (d. 1852) | Christina Luise Bach (d. 1852)    | Christina Luise Bach (d. 1852)    |                                   |                                   |                                   |                                   |  |  |                                          |                                          |                                          |                                          | Johann Sebastian Altnickol (1749–1749)   | Johann Sebastian Altnickol (1749–1749)   | Johann Sebastian Altnickol (1749–1749) | Johann Sebastian Altnickol (1749–1749) | Johann Sebastian Altnickol (1749–1749) | Johann Sebastian Altnickol (1749–1749) |                                       |                                       |                                       |                                       |  |  |                              |                              |                              |                              |                              |                              |  |  |                            |                            |                            |                            |                            |                            |  |  |  |  |
|                                     |                                     | Wilhelm Ernst Colson                | Wilhelm Ernst Colson                | Wilhelm Ernst Colson                | Wilhelm Ernst Colson                | Wilhelm Ernst Colson      | Wilhelm Ernst Colson      |                                       |                                       | Anna Philippiana Friederica Bach (1755–1804) | Anna Philippiana Friederica Bach (1755–1804) | Anna Philippiana Friederica Bach (1755–1804) | Anna Philippiana Friederica Bach (1755–1804) | Anna Philippiana Friederica Bach (1755–1804) | Anna Philippiana Friederica Bach (1755–1804) |                                              |                                              | Wilhelm Friedrich Ernst Bach (1759–1845)     | Wilhelm Friedrich Ernst Bach (1759–1845)     | Wilhelm Friedrich Ernst Bach (1759–1845)     | Wilhelm Friedrich Ernst Bach (1759–1845)     | Wilhelm Friedrich Ernst Bach (1759–1845) | Wilhelm Friedrich Ernst Bach (1759–1845) |                                             |                                             | Charlotte Philippina Elerdt (1780–1801)     | Charlotte Philippina Elerdt (1780–1801)     | Charlotte Philippina Elerdt (1780–1801)     | Charlotte Philippina Elerdt (1780–1801)     | Charlotte Philippina Elerdt (1780–1801) | Charlotte Philippina Elerdt (1780–1801) |                                        |                                        |                                        |                                        | Christina Luise Bach (d. 1852)         | Christina Luise Bach (d. 1852)         | Christina Luise Bach (d. 1852) | Christina Luise Bach (d. 1852) | Christina Luise Bach (d. 1852)    | Christina Luise Bach (d. 1852)    |                                   |                                   |                                   |                                   |  |  |                                          |                                          |                                          |                                          | Johann Sebastian Altnickol (1749–1749)   | Johann Sebastian Altnickol (1749–1749)   | Johann Sebastian Altnickol (1749–1749) | Johann Sebastian Altnickol (1749–1749) | Johann Sebastian Altnickol (1749–1749) | Johann Sebastian Altnickol (1749–1749) |                                       |                                       |                                       |                                       |  |  |                              |                              |                              |                              |                              |                              |  |  |                            |                            |                            |                            |                            |                            |  |  |  |  |
|                                     |                                     |                                     |                                     |                                     |                                     |                           |                           |                                       |                                       |                                              |                                              |                                              |                                              |                                              |                                              |                                              |                                              |                                              |                                              |                                              |                                              |                                          |                                          |                                             |                                             |                                             |                                             |                                             |                                             |                                         |                                         |                                        |                                        |                                        |                                        |                                        |                                        |                                |                                |                                   |                                   |                                   |                                   |                                   |                                   |  |  |                                          |                                          |                                          |                                          |                                          |                                          |                                        |                                        |                                        |                                        |                                       |                                       |                                       |                                       |  |  |                              |                              |                              |                              |                              |                              |  |  |                            |                            |                            |                            |                            |                            |  |  |  |  |
|                                     |                                     |                                     |                                     |                                     |                                     |                           |                           |                                       |                                       |                                              |                                              |                                              |                                              |                                              |                                              |                                              |                                              |                                              |                                              |                                              |                                              |                                          |                                          |                                             |                                             |                                             |                                             |                                             |                                             |                                         |                                         |                                        |                                        |                                        |                                        |                                        |                                        |                                |                                |                                   |                                   |                                   |                                   |                                   |                                   |  |  |                                          |                                          |                                          |                                          |                                          |                                          |                                        |                                        |                                        |                                        |                                       |                                       |                                       |                                       |  |  |                              |                              |                              |                              |                              |                              |  |  |                            |                            |                            |                            |                            |                            |  |  |  |  |
|                                     |                                     |                                     |                                     |                                     |                                     |                           |                           | Ludwig Albrecht Hermann Ritter        | Ludwig Albrecht Hermann Ritter        | Ludwig Albrecht Hermann Ritter               | Ludwig Albrecht Hermann Ritter               | Ludwig Albrecht Hermann Ritter               | Ludwig Albrecht Hermann Ritter               |                                              |                                              | Carolina Augusta Wilhelmine Bach (1800–1871) | Carolina Augusta Wilhelmine Bach (1800–1871) | Carolina Augusta Wilhelmine Bach (1800–1871) | Carolina Augusta Wilhelmine Bach (1800–1871) | Carolina Augusta Wilhelmine Bach (1800–1871) | Carolina Augusta Wilhelmine Bach (1800–1871) |                                          |                                          | Juliane Friederica (b. 1800)                | Juliane Friederica (b. 1800)                | Juliane Friederica (b. 1800)                | Juliane Friederica (b. 1800)                | Juliane Friederica (b. 1800)                | Juliane Friederica (b. 1800)                |                                         |                                         |                                        |                                        |                                        |                                        |                                        |                                        |                                |                                |                                   |                                   |                                   |                                   |                                   |                                   |  |  |                                          |                                          |                                          |                                          |                                          |                                          |                                        |                                        |                                        |                                        |                                       |                                       |                                       |                                       |  |  |                              |                              |                              |                              |                              |                              |  |  |                            |                            |                            |                            |                            |                            |  |  |  |  |
|                                     |                                     |                                     |                                     |                                     |                                     |                           |                           | Ludwig Albrecht Hermann Ritter        | Ludwig Albrecht Hermann Ritter        | Ludwig Albrecht Hermann Ritter               | Ludwig Albrecht Hermann Ritter               | Ludwig Albrecht Hermann Ritter               | Ludwig Albrecht Hermann Ritter               |                                              |                                              | Carolina Augusta Wilhelmine Bach (1800–1871) | Carolina Augusta Wilhelmine Bach (1800–1871) | Carolina Augusta Wilhelmine Bach (1800–1871) | Carolina Augusta Wilhelmine Bach (1800–1871) | Carolina Augusta Wilhelmine Bach (1800–1871) | Carolina Augusta Wilhelmine Bach (1800–1871) |                                          |                                          | Juliane Friederica (b. 1800)                | Juliane Friederica (b. 1800)                | Juliane Friederica (b. 1800)                | Juliane Friederica (b. 1800)                | Juliane Friederica (b. 1800)                | Juliane Friederica (b. 1800)                |                                         |                                         |                                        |                                        |                                        |                                        |                                        |                                        |                                |                                |                                   |                                   |                                   |                                   |                                   |                                   |  |  |                                          |                                          |                                          |                                          |                                          |                                          |                                        |                                        |                                        |                                        |                                       |                                       |                                       |                                       |  |  |                              |                              |                              |                              |                              |                              |  |  |                            |                            |                            |                            |                            |                            |  |  |  |  |

## Genealogía ampliada
- Veit Bach (1550-1619), Patriarca 
  - Johannes (Hans) Bach († 1626), hijo de Veit Bach
    - Johannes Bach (1604-1673), patriarca de la rama de Erfurt
      - Johannes Christian Bach (1640-1682)
        - Johann Jacob Bach (1668-1692)
        - Johann Christoph Bach (1673-1727)
          - Johann Samuel Bach (1694-1720)
          - Johann Christian Bach (1696-)
          - Johann Günther Bach (1703-1756)

      - Johann Aegidius Bach (1645-1716)
        - Johann Balthasar Bach (1673-1691)
        - Johann Bernhard Bach (1676-1749)
          - Johann Ernst Bach (1722-1777)
            - Johann Georg Bach (1751-1797)

        - Johann Christoph Bach (1685-1740)
          - Johann Friedrich Bach (1706-1743)
          - Johann Aegidius Bach (1709-1746)

      - Johann Nicolaus Bach (1653-1682)

    - Christoph Bach (1613-1661)
      - Georg Christoph Bach (1642-1697)
        - Johann Valentin Bach (1669-1720)
          - Johann Lorenz Bach (1695-1773)
          - Johann Elias Bach (1705-1755)
            - Johann Michael Bach (1745-1820)
              - Johann Georg Bach (1786-1874)
              - Georg Friedrich Bach (1792-1860)

      - Johann Christoph Bach (1645-1693)
        - Johann Ernst Bach (1683-1739)
        - Johann Christoph Bach (1689-1740)

      - Johann Ambrosius Bach (1645-1695)
        - Johann Christoph Bach (1671-1721)
          - Johann Andreas Bach (1713-1779)
            - Johann Christoph Georg Bach (1747-1814)

          - Johann Bernhard Bach (1700-1743)
          - Johann Christoph Bach (1702-1756)
            - Ernst Carl Gottfried Bach (1738-1801)
            - Ernst Christian Bach (1747-1822)
            - Philipp Christiann Georg Bach (1734-1809)

        - Johann Jacob Bach III (1682-1722)
        - Johann Sebastian Bach (1685-1750), quien se casó primero con su prima de segundo grado Maria Barbara Bach (1684-1720) y después, en 1721, con Anna Magdalena Wilcken (1701-1760)
          - Catharina Dorothea Bach (1708-1774)
          - Wilhelm Friedemann Bach (1710-1784), el „Bach de Dresde“ o „Bach de Halle“
          - Carl Philipp Emanuel Bach (1714-1788), el „Bach de Hamburgo“ o „Bach de Berlín“
          - Johann Gottfried Bernhard Bach (1715-1739)
          - Gottfried Heinrich Bach (1724-1763)
          - Elisabeth Juliana Friederica Bach, llamada «Liesgen» (* 1726; † 1781)
          - Johann Christoph Friedrich Bach (1732-1795), el „Bach de Bückeburg“
            - Wilhelm Friedrich Ernst Bach (1759-1845)

          - Johann Christian Bach (1735-1782), el „Bach de Milán“ o „Bach de Londres“
          - Johanna Carolina Bach (* 1737; † 1781)
          - Regina Susanna Bach (* 1742; † 1809)

    - Heinrich Bach (1615-1692), el patriarca de la rama de Arnstadt
      - Johann Christoph Bach (1642-1703)
        - Johann Nicolaus Bach (1669-1753)
        - Johann Christoph Bach (1676-)
          - Johann Heinrich Bach (1709-)

        - Johann Friedrich Bach (1682-1730)
        - Johann Michael Bach (1685-)

      - Johann Michael Bach (1648-1694)
        - Maria Barbara Bach (1684-1720), que se casó con Johann Sebastian Bach (1685-1750)

      - Johann Günther Bach (1653-1683)

  - Philippus „Lips“ Bach (1590-1620), hijo de Veit Bach
    - Wendel Bach (1619-1682) Wolfsbehringen
      - Jacob Bach (1655-1718)
        - Nicolaus Ephraim Bach (1690-1760)
        - Georg Michael Bach (1703-1771)
          - Johann Christian Bach (1743-1814)

        - Johann Ludwig Bach (1677-1731), el „Bach de Meiningen“
          - Gottlieb Friedrich Bach (1714-1785)
            - Johann Philipp Bach (1752-1846)

          - Samuel Anton Bach (1713-1781)

    - Johann Bach (1621-1686), sobrino de Lips Bach
      - Johann Stephan Bach (1665-1717)
- Caspar Bach (1570-1640), ¿hermano de Veit Bach?
  - Caspar Bach (1600-)
  - Heinrich Bach (1615-1692), el „Jonás ciego“
  - Johann Bach (1612-1632)
  - Melchior Bach (1603-1634)
  - Nicolaus Bach (1619-1637)